# Абракадабра (рассказ)
«Абракадабра», «Аламагуса» (англ. Allamagoosa) — фантастический рассказ Эрика Фрэнка Рассела (1955). Произведение получило Премию Хьюго за лучший рассказ 1955 года.

## Содержание
Экипаж космического корабля «Бастлер» отдыхает в космопорту Сириуса. На борту, кроме капитана Макнаута, находятся пара дежурных офицеров и любимый пёс команды. Внезапно пришедшая радиограмма сообщает Макнауту, что через несколько дней на корабль с инспекцией прибудет контр-адмирал В. Кэссиди, известный своими жёсткими методами и мерами. Капитан немедленно начинает инспектирование и проверку имущества и оборудования корабля, дабы предотвратить недочёты, и обнаруживает отсутствие некоего объекта, который числится в реестре под кодом В-1098: «капес» (в другом переводе — «офес»). Этот объект несомненно присутствовал на корабле ранее: напротив этой строки — как и всех остальных в реестре — стоит подпись принимавшего. Несмотря на предпринятые экипажем усилия, обнаружить искомое так и не удаётся — что неудивительно: никто не представляет, как выглядит объект их поисков. Макнаут находит выход: раз никто не знает, как «капес» выглядит, то этого точно так же не будет знать и контр-адмирал — и даёт корабельному радиотехнику задание соорудить какое-нибудь солидно выглядящее устройство, которое можно будет выдать за искомый объект.
Инспектор прибывает на корабль, и инспекция проходит без проблем. Инспектор улетает. Однако вскоре капитану приходит известие, что им грозит полная проверка корабля в порту, когда они вернутся. Он понимает, что комиссию не обманешь, как инспектора, бессмысленной игрушкой. Капитан предлагает дать радиограмму, что прибор капес развалился под действием гравитационных сил на составляющие элементы и восстановлению не подлежит. И дает ее. Сразу после этого всем кораблям приходит приказ срочно приземлиться в ближайших портах до выяснения всех обстоятельств.
Выясняется, что во всём виновата опечатка: слово «капес» следовало читать как «каз. пес», то есть «казённый пес» (в других переводах: «к. пес», «кор. ес» — «корабельный пес», «офес» — «официальный пес»). Так в реестре казённого имущества обозначался корабельный пёс Пизлейк (Горох): на это с самого начала намекал тот факт, что под номерами В-1099, В-1100 и В-1101 в реестре числились собачьи ошейник, корзинка и подстилка.

## История публикаций
на английском языке
- октябрь 1955 года — в журнале Astounding Science Fiction;
- 1961 год — сборник «Far Stars»;
- 1978 год — сборник «The Best Of Eric Frank Russell»;
- 2000 год — сборник «Major Ingredients: The Selected Short Stories of Eric Frank Russell».

на русском языке
Рассказ (под названием «Аламагуса») был впервые опубликован в приложении «Искатель», 1966, № 6 (перевод И. Почиталина, рисунки В. Чижикова); и в дальнейшем неоднократно переиздавался.

## Награды
- 1955 год — Премия «Хьюго» за лучший рассказ[1]